# Will Johnson (Fußballspieler)
William „Will“ Johnson (* 21. Januar 1987 in Toronto) ist ein kanadischer Fußballspieler. Der kanadische Nationalspieler wird zumeist auf der rechten Offensivseite eingesetzt und ist seit Anfang 2020 vereinslos. Sein Großvater Brian Birch war ein englischer Profifußballer und -trainer.

## Vereinskarriere
Johnson wurde zwar in Kanada geboren, zog aber bereits als Kleinkind er mit seiner Familie ins englische Merseyside. Im Alter von zehn Jahren siedelte die Familie in die Gegend um Chicago um. Daher besitzt Johnson neben der kanadischen Staatsbürgerschaft auch einen britischen und US-amerikanischen Pass. Bis zu seinem 17. Lebensjahr blieb er in Chicago, ehe er nach England zurückkehrte, um in der Jugendakademie der Blackburn Rovers zu spielen.
2005 unterzeichnete er beim US-amerikanischen Team Chicago Fire seinen ersten Profivertrag und kam zu sechs Einsätzen in der Major League Soccer (MLS). Im März 2006, etwa einen Monat vor Saisonbeginn, wurde er von Chicago Fire aus seinem Vertrag entlassen, nachdem er die Unterzeichnung eines neuen Vertrags (ein relativ schlecht dotierter developmental contract) ablehnte. Johnson absolvierte in der Folge ein Probetraining beim niederländischen Erstligisten SC Heerenveen und erhielt vom Klub einen Vertrag über drei Jahre.
Nach seiner ersten Saison, in der er zu 14 Einsätzen kam, wurde er die Saison 2007/08 an den Erstligaaufsteiger De Graafschap verliehen und konnte mit dem Klub den Klassenerhalt realisieren. Nach seiner Rückkehr spielte er in den Planungen des neuen Trainers Trond Sollied keine Rolle und wurde aus seinem Vertrag entlassen. Er kehrte daraufhin in die MLS zurück, in der Chicago Fire noch die ligainternen Transferrechte besaß. Für den Pick der 4. Runde beim MLS SuperDraft 2009 und den Pick der 2. Runde beim MLS SuperDraft 2011 wechselte er zu Real Salt Lake. In den letzten Spielen der Saison 2008 kam er auf insgesamt neun Ligaeinsätze und erzielte dabei zwei Tore. Sein Treffer gegen den FC Dallas, als er einen Querpass an der Strafraumgrenze kurz anlupfte und per Volley ins Tor schoss, wurde von den Fans zum Tor des Jahres 2008 gewählt. 2009 gewann er mit Real Salt Lake die MLS-Meisterschaft. Nach insgesamt fünf Spielzeiten wechselte er 2013 zu den Portland Timbers.

## Nationalmannschaft
Johnson gehörte zwischen 2004 und 2007 zu den Stammspielern der kanadischen U-20-Auswahl. 2005 und 2007 nahm er mit dem Team an der Junioren-Weltmeisterschaft teil.
2005 wurde er ohne vorheriges Länderspiel für den CONCACAF Gold Cup in das Aufgebot der kanadischen A-Nationalmannschaft berufen, kam während des Turniers aber nicht zum Einsatz. Sein Länderspieldebüt gab er im November 2005 in einem Freundschaftsspiel gegen Luxemburg, seither kommt er sporadisch zu Einsätzen.
Mit der kanadischen Olympiaauswahl (U-23) spielte er 2008 im Qualifikationsturnier für das olympische Fußballturnier in China. Er scheiterte mit der Mannschaft im entscheidenden Halbfinalspiel mit 0:3 an den USA. Während des Turniers erzielte er drei Treffer und war damit zweitbester Torschütze hinter Freddy Adu, zudem wurde er in die Mannschaft des Turniers gewählt. 2009 gehörte er als Stammspieler zum kanadischen Aufgebot beim CONCACAF Gold Cup.